# Line 6 Variax
De Variax is een serie modeling-gitaren van het merk Line 6. Met de Variax kun je meerdere bekende modellen van gitaren "nabootsen". Er is onder andere keuze tussen een Gibson Les Paul, Fender Stratocaster, Fender Telecaster en Martin mD11. Er is ook de mogelijkheid om de gitaar aan te sluiten op een computer en op die manier andere of zelf gemaakte modellen in de gitaar te laden. Veel van de versterkers en pedalen van line 6 zijn geoptimaliseerd voor de Variax.

## Uiterlijk
De eerdere elektrische Variax gitaren vielen op doordat er geen zichtbare pick-ups aanwezig waren. Tegenwoordig brengt Line 6 wel variax wel modellen uit die ook gewone magnetische pick-ups hebben.
De akoestische Variax-modellen (Acoustic 700, 300 Steel en 300 Nylon) zijn niet voorzien van een echte klankkast zodat ze unplugged minder goed gebruikt kunnen worden. Vergelijk de akoestische gitaren van Line6 daarom met een elektrische solidbody gitaar die eruitziet als een akoestische (o.a. door vorm en imitatie "klank"gat). Echter door "digital modelling" klinken deze Acoustics behoorlijk als een echte akoestische gitaar met als groot voordeel: zelden feedbackproblemen. Alle modellen zijn voorzien van volume-, toon- en modelkeuzeknoppen, bij de elektrische- en basuitvoeringen bevinden deze zich op de voorkant, bij de akoestische uitvoeringen op de zijkant van de klankkast. De toonknop is dan echter een knop waarmee je een virtuele microfoon op verschillende posities voor de gitaar kan plaatsen, zoals dat in de studio ook gebeurt. Andere mogelijkheden op de akoestische 700: ingebouwde regelbare compressie, virtuele capo, verschillende stemmingen (DADGAD, Open G.....) in 1 handomdraai etc. Op de akoestische 300 modellen: ingebouwde regelbare compressie en reverb.
Een deel van de variax gitaren kan met het programma Workbench en een speciale kabel met de pc geüpdatet en aangepast worden naar eigen smaak.

## Werking
Om een zo zuiver mogelijke klank te hebben worden de trillingen van de snaren afzonderlijk opgenomen met piëzo-elementen. Deze opnames worden doorgestuurd naar een chip in de gitaar, die de karakteristieken van de geluidsgolven aanpast aan de specifieke eigenschappen van een van de gitaren die worden nagebootst. Deze print wordt gevoed door 6 AA-batterijen of via een meegeleverd voedingspedaal. Vanuit respectievelijk de gitaar zelf of het voedingspedaaltje wordt het geluid naar een versterker gestuurd. 
De keuze van gitaar die moet worden nagebootst kan gemaakt worden via een draaiknop (+ 5-standenschakelaar) op de gitaar zelf, of via voorgeprogrammeerde instellingen van een Line 6 pedaal (bv. de PODxt Live), die via een speciale kabel wordt aangesloten.

## Variaxmodellen
Momenteel bekende modellen van de variax gitaar:
- Variax 300
- Variax 500
- Variax 600
- Variax 700

- Variax Acoustic 300 Nylon
- Variax Acoustic 300 Steel
- Variax Acoustic 700

- Variax Bass 700
- Variax bass 705

## Modellen in de gitaar (Variax)
- 1960 Fender Telecaster Custom
- 1968 Fender telecaster
- 1968 Fender telecaster thinline
- 1959 Fender Stratocaster
- 1958 Gibson Les Paul Standard
- 1952 Gibson Les Paul goldtop
- 1961 Gibson Les Paul custom
- 1956 Gibson Les Paul Special
- 1976 Gibson firebird V
- 1959 Gretsch 6120
- 1956 Gretsch silver jet
- 1968 Rickenbacker 360
- 1966 Rickenbacker 360-12
- 1961 Gibson ES-335
- 1967 Epiphone casino
- 1957 Gibson ES-175
- 1953 Gibson super 400
- 1959 Martin D-28
- 1970 Martin D12-28
- 1967 Martin O-18
- 1966 Guild F212
- 1995 Gibson J-200
- 1935 Dobro Model 32
- Coral Sitar
- 1965 Danelectro 3021
- Gibson Mastertone Banjo
- National Tricone

## Modellen in de gitaar (Variax Acoustic 700)
- 1941 Martin 5-17
- 1946 Martin 000-28
- 1960 Martin D-21
- 1954 Gibson J45
- 1951 Gibson SJ-200
- 1933 Selmer Maccaferri
- 1951 D'Angelico New Yorker
- 1958 Manuel Velazquez
- 1973 Guild F412
- 1935 Stella Auditorium
- 1939 National Reso-Phonic Style "O"
- 1937 Dobro Model 27
- Gibson Mastertone
- Mandola
- Japanese Shamisen
- Indian Sitar